# Generatore a flusso di marea
Un generatore a flusso di marea (in inglese: tidal stream generator, con acronimo TSG) è una macchina o dispositivo elettro-meccanico che estrae energia cinetica da masse d'acqua in movimento, per lo più correnti di marea. 
Attualmente le TSG cominciano ad essere studiate perché sembrano più economiche e meno dannose ecologicamente tra le modalità di sfruttamento dell'energia mareomotrice ovvero: "generatori a flusso di marea"; "barriere per le onde di marea" (in inglese Tidal barrage) e "energia dinamica delle onde" (in inglese Dynamical Tidal Power).

La maggior parte delle turbine maremotrici assomigliano a una turbina a vento, più comunemente al tipo HAWT.

## Similitudini con gli aerogeneratori
Il generatore a flusso mareale estrae energia dalle correnti marine in modo simile a quanto fanno vari tipi di aerogeneratore.
Come ogni tecnologia relativamente nuova, anche se concepita negli anni settanta durante la prima crisi del petrolio, il potenziale per la generazione di potenza per una singola turbina a flusso di marea potrebbe essere maggiore rispetto a quella di una turbina a vento della stessa potenza nominale. La maggiore densità dell'acqua rispetto a quella dell'aria (circa 800 volte maggiore) implica che un singolo idro-generatore può fornire maggiori quantità di potenza significativa a basse velocità di flusso di marea se paragonata ad un aerogeneratore della stessa potenza nominale. Dal momento che la potenza cambia con la densità del mezzo e il cubo della sua velocità, risulta semplice osservare che velocità dell'acqua di circa un decimo di quelle del vento forniscono la stessa potenza a parità di dimensioni del sistema di turbine; comunque questo limita praticamente l'applicazione a luoghi dove la corrente si muove a velocità di almeno 2 nodi (1,0 m/s) anche approssimandosi al culmine della maree. Inoltre, a maggiore velocità del flusso, tra i 2 e i 3 m/s in mare, una turbina a flusso di marea può accedere tipicamente a quattro volte l'energia ottenuta da un rotore che spazza un'area uguale a quella si una turbina a vento di potenza nominale simile.

## Tipi di generatore a flusso di marea
Dal momento che i generatori a flusso di marea ("tidal stream generators") sono una tecnologia immatura, non è emersa ancora una tecnologia standard vincitrice (che abbia dimostrato caratteristiche di una sufficiente durata dell'impianto e la capacità di recuperare l'investimento), ma una grande quantità di progetti vengono sperimentati, alcuni molto prossimi al dispiegamento in larga scala. Alcuni prototipi si sono dimostrati promettenti e molte compagnie hanno proclamato un certo successo, in buona parte senza verifica indipendente, ma non hanno operato commercialmente per lunghi periodi sufficienti a stabilire le prestazioni e il tasso di ritorno sugli investimenti.
Lo European Marine Energy Centre categorizza questi generatori in quattro classi anche se bisogna sottolineare come sia stato tentato un certo numero di approcci diversi nei generatori mareomotori.

### Turbine assiali

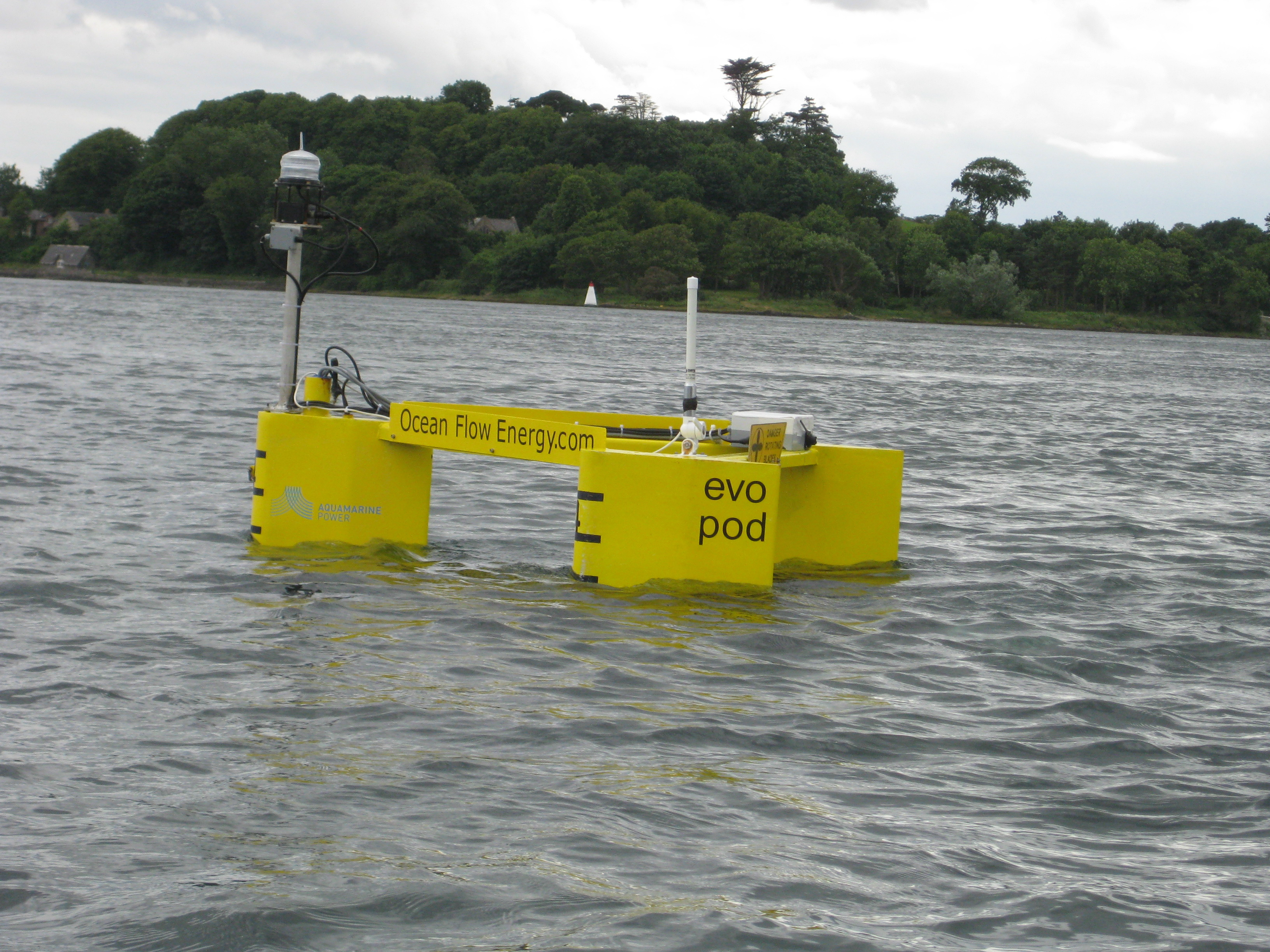
Evopod - Un dispositivo mareomotore testato nello Strangford Lough.

Si avvicinano in concetto alle tradizionali turbine eoliche, ma operano sotto il mare e attualmente costituiscono la maggior parte dei prototipi correntemente in funzione. Questi includono:

#### Kvalsund (Norvegia)
Kvalsund, a sud di Hammerfest, Norvegia. Anche se ancora si tratta di un prototipo, una turbina con una capacità di 300 kW è stata connessa alla rete il 13 novembre 2003.

#### Lynmouth (Devon)
Una turbina ad elica da 300 kW, che si avvale delle correnti d flusso marino periodiche – Seaflow – è stata installata dalla Marine Current Turbines al largo delle coste di Lynmouth, Devon, Inghilterra, nel 2003. La turbina con 11 metri di diametro venne fissata su di un pilone d'acciaio infisso nel fondo del mare. Dal momento che si trattava di un prototipo, venne connesso a un carico locale, non alla rete.

#### East River (NYC)
Dall'aprile del 2007 la Verdant Power ha sperimentato un progetto mareomotore nell'East River tra il quartiere di Queens e la Roosevelt Island di New York City, e costituisce il primo progetto di ricerca sulla forza mareomotrice negli Stati Uniti. Le forti correnti costituirono una sfida al progetto: le lame dei prototipi installate nei prototipi del 2006 e del 2007 si ruppero, rendendo necessario l'installazione di turbine rinforzate nel settembre del 2008.
In base al progetto Seaflow, è stato sviluppato un prototipo, denominato "SeaGen", installato nell'aprile del 2008 dalla Marine Current Turbines nello stretto Strangford Lough dell'Irlanda del Nord. La turbina cominciò a generare elettricità alla potenza di 1,2 MW nel dicembre del 2008 e ha alimentato la rete elettrica con 150 kW sin dal 17 luglio del 2008, e ha contribuito con più di un gigawattora alla produzione elettrica della regione. Attualmente è l'unico dispositivo a scala commerciale installato nel mondo. SeaGen è costituito da due rotori di flusso assiale, ognuno dei quali muove un generatore. Le turbine sono capaci di generare elettricità sia nelle fasi di riempimento fino all'alta marea che durante lo scorrere verso la bassa marea dato che le pale dei rotori possono girare di 180˚.

#### Effetto Venturi
Le turbine a effetto Venturi si servono di barriere, canali (ostacoli naturali come isole, piccole dighe, condotti, ecc.) e di avvolgimenti come imbuti o brevi condotte prima o dopo l'idro-generatore per incrementare il tasso di flusso idrico attraverso la turbina. Queste "prese d'acqua" possono essere montate orizzontalmente o verticalmente.
La compagnia australiana Tidal Energy Pty Ltd intraprese dei test commerciali di una shrouded tidal turbine sulla Gold Coast (Queensland) nel 2002. Tidal Energy ha cominciato a installare le sue turbine "avvolte" per alcune remote comunità nel nord dell'Australia dove si verificano alcuni tra i più veloci flussi di marea nel mondo (4 m/s, 21 kn) – installando due piccole turbine che forniranno 3,5 MW. Un'altra turbina, di diametro maggiore (5 metri) capace di fornire 800 kW in base a un flusso di 4 m/s, è stata pianificata come sviluppo per un impianto prototipo di desalinizzazione nei pressi di Brisbane nell'ottobre del 2008. Un altro dispositivo, l'Hydro Venturi, sarà testato nella Baia di San Francisco.

### Turbine verticali e orizzontali a flusso incrociato
Inventate da Georges Darreius nel 1923 e brevettate nel 1929, queste turbine che possono essere installate sia verticalmente che orizzontalmente.
La turbina Gorlov è una variante del disegno Darrieus con una forma ad elica che viene commercializzato nella Corea del Sud, iniziando con un impianto da 1 MW nel maggio 2009 e che si prevede possa espandersi fino a 90 MW nel 2013. La Neptune Renewable Energy ha sviluppato l'idro-generatore Proteus che può essere utilizzato per formare una schiera di turbine in condizioni tipiche degli estuari.
Nell'aprile del 2008, la Ocean Renewable Power Company, LLC (ORPC) completò con successo il test del suo prototipo di unità a turbina-generatore (TGU) nei siti di marea della ORPC Cobscook Bay e del Western Passage nei pressi di Eastport, Maine. La TGU è il cuore della tecnologia OCGen e utilizza turbine di disegno avanzato a flusso incrociato (ADCF) per muovere un generatore a magnete permanente localizzato tra le turbine e montato sullo stesso asse. La ORPC ha sviluppato progetti del TGU che possono essere usati per generare potenza dalle correnti di fiumi, maree e anche della correnti oceaniche profonde.

#### Test della turbina Kobold nello stretto di Messina
Nel 2001 sono cominciati test della turbina Kobold nelle acque dello Stretto di Messina.

#### Isole Orcadi
Al 2022, la O2 della Orbital Marine Power è la più potente turbina mareomotrice esistente al mondo. Alta 74 metri s.l.m., con pale larghe 10, è in grado di produrre 1 Megawatt di energia, capace di soddisfare il fabbisogno annuo di 2.000 famiglie. È ancorata a Muckle Green Holm, al largo di Eday, nelle Isole Orcadi.

### Dispositivi oscillanti
I dispositivi oscillanti non hanno alcun componente rotante, in quanto sfruttano delle sezioni con un  profilo opportuno che sono spinte dalla corrente in direzione trasversale rispetto alla direzione della stessa. La generazione di energia tramite flusso oscillante è stata testata con l'aerogeneratore onni- o bi-direzionale Wing'd Pump.
Nel 2003 un dispositivo oscillante simile ad un idroplano, lo Stingray, è stato testato al largo delle coste della Scozia. Lo Stingray usa delle pale per creare l'oscillazione da sfruttare per creare  energia idraulica. Questa energia è poi usata per alimentare un motore idraulico collegato ad un generatore.
Il sistema di conversione dell'energia di marea bioSTREAM, della compagnia australiana BioPower Systems, usa la biomimetica di alcune specie marine, quali squalo, tonno e sgombro sfruttando il loro efficiente modo di spostarsi.

## Calcolo della produttività energetica

### Turbine
I diversi progetti di turbina hanno efficienze variabili e di conseguenza forniscono una potenza diversa. Se l'efficienza della turbina "ξ" è nota, l'equazione sottostante può essere usata per determinare la potenza fornita da una turbina.
L'energia disponibile da questi sistemi cinetici può essere espressa come:
{\displaystyle P={\frac {\xi \rho AV^{3}}{2}}}
dove:
{\displaystyle \xi } = l'efficienza della turbina
P = la potenza generata (in watt)
{\displaystyle \rho } = la densità dell'acqua (per l'acqua di mare è 1025 kg/m³)
A = l'area spazzata dalla turbina (in m²)
V = la velocità del flusso
Relativamente ad una turbina aperta (senza condotti) in una corrente libera, dipendendo della geometria dell'avvolgimento, le turbine "avvolte" (shrouded turbines) sono capaci di fornire da 3 a 4 volte la potenza dello stesso rotore idro-elettrico in un flusso aperto.

### Ammontare delle risorse energetiche
Mentre i calcoli iniziali per stabilire l'energia disponibile in un canale si sono focalizzati su equazioni basate sul modello di flusso dell'energia cinetica, le limitazioni della generazione di corrente dalle maree sono significativamente più complicate. Ad esempio, la massima estrazione di energia possibile da uno stretto che collega due grossi bacini viene definita come il 10% da:
{\displaystyle P=0.22\,\rho \,g\,\Delta H_{\text{max}}\,Q_{\text{max}}}
dove
{\displaystyle \rho } = la densità dell'acqua (per l'acqua di mare è 1025 kg/m³)
g = accelerazione di gravità (9,81 m/s²)
{\displaystyle \Delta H_{\text{max}}} = massimo differenziale di elevazione della superficie attraverso il canale
{\displaystyle Q_{\text{max}}}= massimo flusso volumetrico attraverso il canale.

## Siti potenziali
- Pembrokeshire nel Galles[32]
- River Severn fra Galles e Inghilterra[33]
- Stretto di Cook nella Nuova Zelanda[34]
- Kaipara Harbour nella Nuova Zelanda[35]
- Baia di Fundy[36] in Canada.
- East River[37][38]
- Golden Gate nella Baia di San Francisco[39] negli Stati Uniti
- Piscataqua River nello Stato di New Hampshire (USA)[40]
- The Race of Alderney and The Swinge nelle Channel Islands
- Lo stretto di Islay, tra Islay e Jura in Scozia[41]
- Pentland Firth tra Caithness e le isole Orcadi, Scozia
- Humboldt County (California) negli Stati Uniti.

## Impatto ambientale
Esistono poche ricerche oppure osservazioni sull'ecologia dei sistemi dove avvengono flussi di marea. La maggior parte delle osservazioni dirette consistevano nel rilascio di pesci contrassegnati a monte dei dispositivi e dell'osservazione diretta della mortalità o dell'impatto sui pesci.
Uno studio eseguito nel progetto "Roosevelt Island Tidal Energy" (RITE, Verdant Power) nel East River (New York City), utilizzò 24 sensori idro-acustici "split beam" (un tipo di Sonar scientifico) per rilevare e tracciare il movimento dei pesci sia a monte che a valle di ognuna delle sei turbine. I risultati suggerivano che ben pochi pesci usavano quella porzione del fiume, i pesci che usavano l'area attorno a Roosevelt Island non transitavano alla profondità del fiume che li avrebbe potuto sottoporre agli impatti della pala, e non vi erano prove del passaggio di pesci per l'area delle pale.
Attualmente il Northwest National Marine Renewable Energy Center conduce ricerche (NNMREC) per esplorare e identificare attrezzature e protocolli per stabilire le condizioni fisiche e biologiche e per monitorare cambiamenti ambientali associati con lo sviluppo dell'energia dalle maree.